# Noémie Dondel du Faouëdic
Noémie Dondel du Faouëdic, née Noémie Henriette Marie Le Coq de Kerneven à Ploërmel le 5 juillet 1834 et morte à Redon le 25 mars 1915, est une femme de lettres française.

## Œuvres
- À travers la Provence et l'Italie : souvenirs de voyage, 1875 Texte en ligne
- Impressions d'un touriste sur Saumur et ses environs, 1881 Texte en ligne
- Bagatelles, 1895
- Brimborions, 1897
- Menue monnaie, 1897
- Voyages loin de ma chambre, 2 vol., 1898 Texte en ligne 1 2
- Nouvelles nouvelles, 1900
- Le Dernier des Rieux et Yvonne de Cornouailles, roman historique, 1901
- Recherches sur la musique et l'art du chant. Compositeurs et cantatrices, 1902
- Grains de sable et gouttes d'eau, 2 vol., 1904
- Guide de l'excursionniste pour Redon et ses environs, 1905 Texte en ligne
- Le Journal d'une pensionnaire en vacances, 1905 Texte en ligne
- Douze bluettes treizainées, 1906
- Récits pour les enfants. Premières vacances ; Deuxièmes vacances ; les Aventures de Gros-Jean et de Cadichon ; Histoire non moins lamentable que véridique des volières du Châtelet, 1907
- Mélanges : au jardin ; loteries et jeux ; voyages, 1907
- Les Cahiers d'un collégien en vacances, 2 vol., 1908
- Le Dernier Livre de grand'mère, 1909
- Les Mille et une devinettes rimées, 1909
- Mosaïque, 1911
- Dernières Poésies, 2 vol., 1912-1913